# Monumento nacional de los Petroglifos

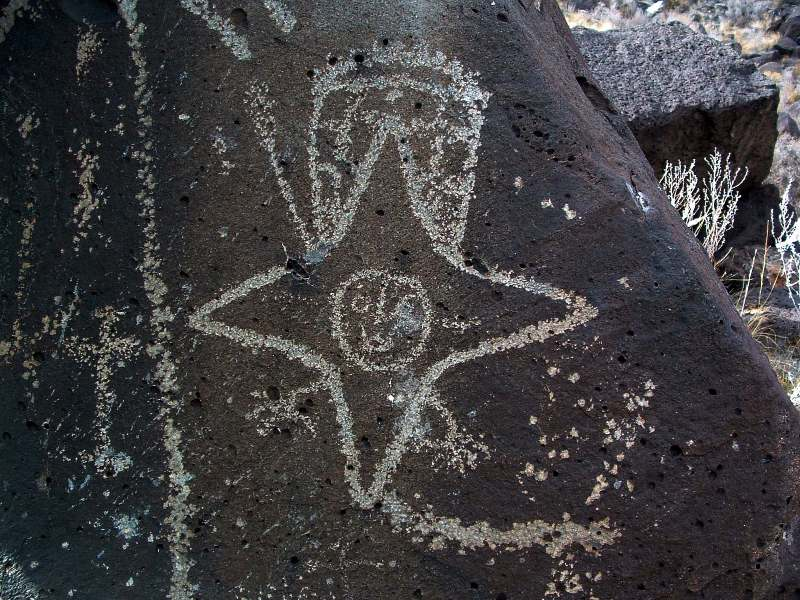
Un petroglifo de una persona estrella en la sección de la Rinconada

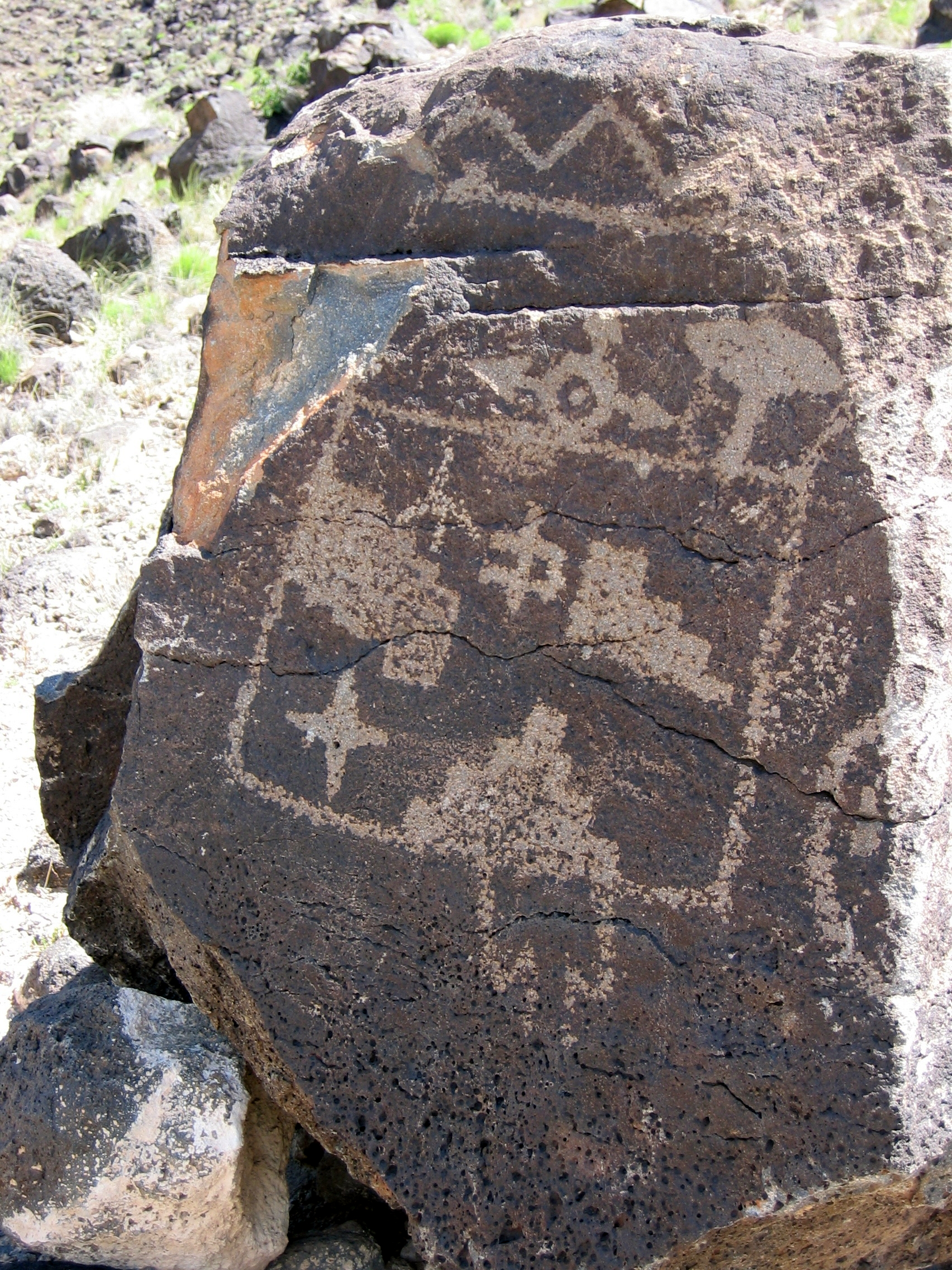
Petroglifos en un peñón del Monunento Nacional de los Petroglifos

El Monumento Nacional de los Petroglifos se extiende a lo largo de unos 17 km a lo largo de la Mesa Oeste de Albuquerque, EE. UU., una escarpa de basalto de origen volcánico que domina la cara occidental de la ciudad. Creado el 27 de junio de 1990, el monumento de 29.28 km² lo maneja del servicio de Parques Nacionales y la ciudad de Albuquerque. El límite occidental del monumento se caracteriza por una cadena de volcanes dormidos. Iniciando en la esquina noroccidental, el volcán Buttr seguido por el sur de los volcanes Bond, Vulcan, Volcán Negro y el Volcán JA. 
El monumento nacional de los Petroglifos protege una gran cantidad de recursos naturales y culturales que incluyen a cinco conos volcánicos, cientos de sitios arqueológicos y aproximadamente unas 25.000 imágenes creadas por los indios Pueblo y los primeros inmigrantes españoles. Muchas de las imágenes son de animales, personas y cruces; otras son más complejas. Estas imágenes son una herencia cultural de la gente que ha vivido durante siglos en esta región o que por diferentes motivos han estado en contacto con dicha zona. El monumento nacional se maneja de una forma que pueda ser utilizado para uso recreacional.